# Пудра (река)
Пудра — река в России, протекает по территории Авдеевского сельского поселения Пудожского района Республики Карелии. Длина реки — 14 км, площадь водосборного бассейна — 124 км².

## Общие сведения
Река берёт начало из Пудозера на высоте 108 м над уровнем моря и далее течёт преимущественно в юго-юго-западном направлении по заболоченной местности.
Река в общей сложности имеет десять малых притоков суммарной длиной 36 км.
Впадает на высоте 103,3 м над уровнем моря в Сумозеро, из которого берёт начало река Сума, приток реки Водлы, впадающей в Онежское озеро.
Населённые пункты на реке отсутствуют.
Код объекта в государственном водном реестре — 01040100412102000016869.